# 朽木の灯 ライヴ アット 六本木
『朽木の灯 ライヴ アット 六本木』（くちきのとう らいぶ あっと ろっぽんぎ）は2004年10月31日にインターネット限定とネット配信で、2005年1月26日に全国流通で発売されたムックの1枚目のライブ・アルバム。

## 概要
2004年9月4日にラフォーレミュージアム六本木で行われた『ムックによるニューアルバム『朽木の灯』購入者限定無料ライブ』の模様を収録したライブ・アルバム。インターネット限定とネット配信のみで販売された通販限定盤と2004年10月31日に日比谷野外大音楽堂で行われた『二〇〇四年秋ツアー『騒乱秋興』』よりボーナストラック2曲を追加収録して全国流通で後に発売されたユニバーサル盤の2タイプでリリースされた。

## 収録曲
1. 朽木の灯
2. 誰も居ない家
3. 遺書
4. 未完の絵画
5. 濁空
6. 幻燈讃歌
7. 暁闇
8. 2.07
9. ガロ
10. 悲シミノ果テ
11. 路地裏 僕と君へ
12. 溺れる魚
13. 名も無き夢
14. モノクロの景色
15. 朽木の塔
16. 蘭鋳
  - ユニバーサル盤のみに収録。
  - 2004年10月31日に日比谷野外大音楽堂で行われた『二〇〇四年秋ツアー『騒乱秋興』』の音源
17. ママ
  - ユニバーサル盤のみに収録。
  - 2004年10月31日に日比谷野外大音楽堂で行われた『二〇〇四年秋ツアー『騒乱秋興』』の音源